# Ken Block
Kenneth Paul Block (nasceu em 21 de novembro, em 1967 e  morreu em 2 de janeiro, em 2023) foi um piloto profissional de rali estadunidense guiando com o time Hoonigan Racing Division, anteriormente conhecida também como Monster World Rally Team. Kenneth Paul Block também foi um dos co-fundadores da empresa para esportes de ação, DC Shoes. Ele também competiu em vários esportes radicais, incluindo skate, snowboard e motocross. Depois de vender sua propriedade da DC Shoes, Paul Block mudou seu foco para a Hoonigan Industries, uma marca de roupas para entusiastas de automobilismo. Ele era o coproprietário e "Head Hoonigan In Charge" (HHIC) da empresa antes de sua morte em 2 de janeiro de 2023.
No mês de janeiro de 2021, Hoonigan Racing Division e Ford Performance anunciaram que estavam se separando após 11 anos de parceria. Em abril, Paul Block anunciou que voltaria para a Subaru.  No mês de setembro, Paul Block anunciou que faria uma nova parceria com a montadora Audi para "projetos conjuntos na área de mobilidade elétrica".

## Rally

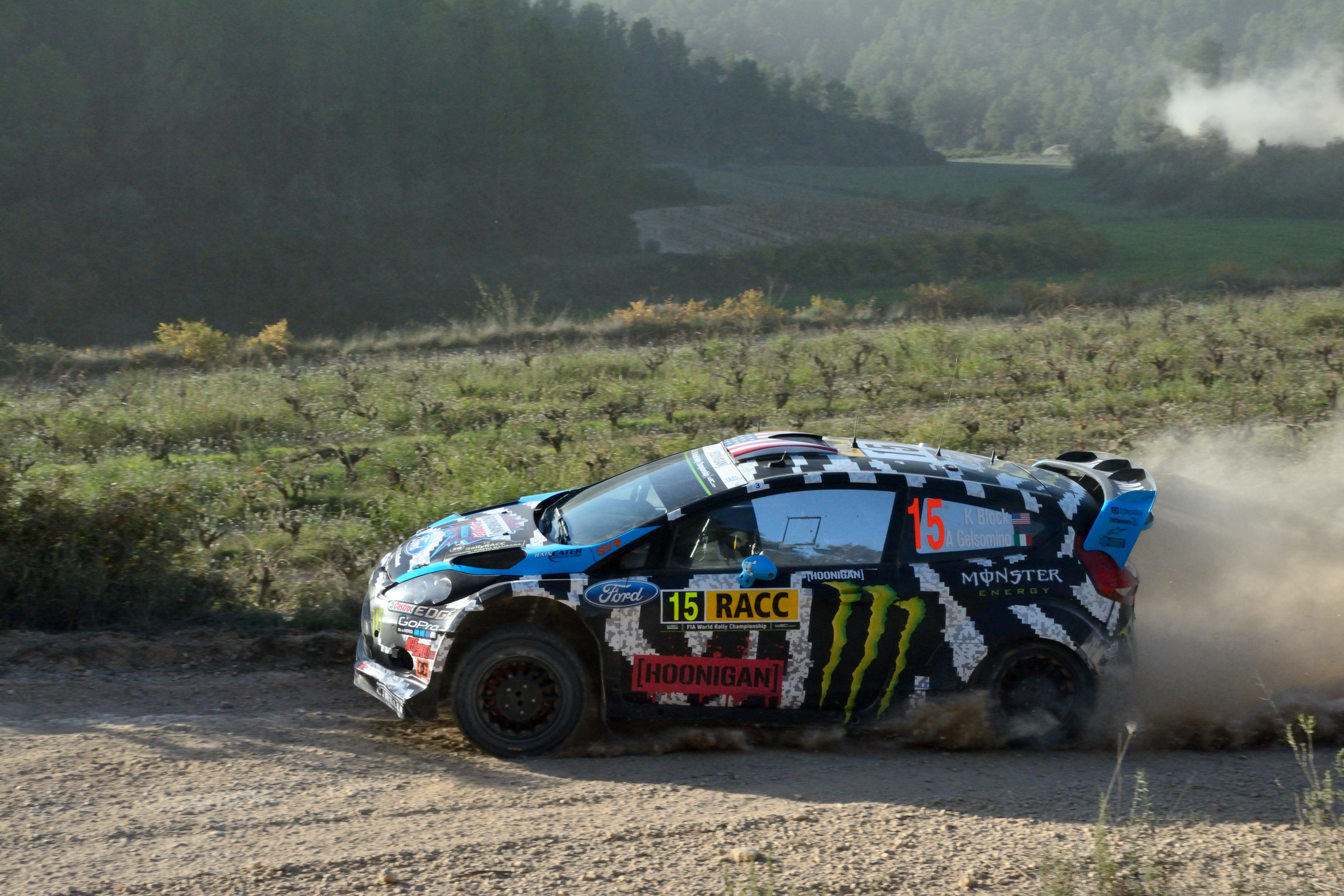
Caseres, 43787, Tarragona, Espanha

### 2005
No ano de 2005, Paul Block iniciou sua carreira no rally nacional com a equipe Vermont SportsCar. A Vermont SportsCar preparou o carro  Subaru WRX STi 2005 para Paul Block disputar o campeonato. Seu primeiro evento da temporada de rally foi o Sno*Drift, onde acabou terminando na sétima posição e em quinto na classe do Grupo N. Durante o ano de 2005, Kenneth Paul Block teve cinco resultados entre os cinco primeiros e ficou em terceiro lugar geral na classe do Grupo A e quarto geral no Campeonato Nacional de Rali da América. No final de seu primeiro ano de rally, Ken Block foi vencedor da premiação estreante do ano do Rally America.

### 2006
Em 2006, Block, junto com seu companheiro de equipe de rally, Travis Pastrana, fechou um novo contrato de patrocínio com a Subaru. "DC Shoes". Por meio desse acordo com a Subaru, os companheiros de equipe ficaram conhecidos como "Subaru Rally Team USA". Com o novo ano de rali, Ken Block também foi premiado com um Subaru WRX STi 2006 preparado para o Vermont SportsCar. Ele competiu no primeiro evento de rali dos X Games no X Games XII. Na competição, Ken Block acabou terminando em terceiro para levar a medalha de bronze. Ele passou a disputar no Campeonato Nacional de Rali da América de 2006, onde terminou em segundo lugar (ficando com a medalha de prata).

### Morte
Em 2 de janeiro de 2023, Ken Block morreu aos 55 anos em um acidente de snowmobile perto de seu rancho em Woodland, Utah. O departamento do xerife de Wasatch County relatou que Block estava andando na área de Mill Hollow quando seu snowmobile capotou em uma encosta íngreme e caiu em cima dele. Block foi declarado morto no local do acidente. Como marca de respeito, o número 43 seria retirado do Campeonato Mundial de Rally para a temporada de 2023 em sua homenagem. Hoonigan confirmou em uma declaração no Instagram: "É com nossos pensamentos mais profundos que podemos afirmar que Ken Block morreu em um acidente de snowmobile hoje.